# Sikorsky S-43
Sikorsky S-43 là một loại thủy phi cơ hai động cơ của Hoa Kỳ, do hãng Sikorsky Aircraft chế tạo trong thập niên 1930.

## Tính năng kỹ chiến thuật (S-43)

### Đặc điểm riêng
- Tổ lái: 2
- Sức chứa: 19 hành khách
- Chiều dài: 51 ft 2 in (15,60 m)
- Sải cánh: 86 ft 0 in (26,21 m)
- Chiều cao: 17 ft 8 in (5,38 m)
- Diện tích cánh: 781 ft² (72,5 m²)
- Trọng lượng rỗng: 12.750 lb (5.783 kg)
- Trọng lượng cất cánh tối đa: 19.096 lb (8.662 kg)
- Động cơ: 2× Pratt & Whitney R-1690-52, 750 hp (560 kW) mỗi chiếc

### Hiệu suất bay
- Vận tốc cực đại: 190 mph (306 km/h)
- Tầm bay: 775 dặm (1,247 km)
- Trần bay: 20.700 ft (6.310 m)